# Ferdinand Feldhofer
Ferdinand Feldhofer (Vorau, 23 oktober 1979) is een Oostenrijks voetbaltrainer en voormalig betaald voetballer.

## Interlandcarrière
Feldhofer speelde in de periode 2002-2007 in totaal dertien interlands (één doelpunt) voor de Oostenrijkse nationale ploeg. Zijn debuut maakte hij op 27 maart 2002 in de vriendschappelijke wedstrijd tegen Slowakije, tegelijkertijd met René Aufhauser (Grazer AK), Jürgen Panis (FC Tirol), Roland Linz (Austria Wien), Thomas Höller (FC Kärnten) en Thomas Hickersberger (SV Salzburg). Zijn eerste en enige interlandtreffer maakte hij op 15 november 2006 in een oefenduel tegen Trinidad en Tobago in Wenen.

## Trainerscarrière
Feldhofer begon in 2015 zijn trainerscarrière bij de Oostenrijkse derdeklasser SV Lafnitz. In het seizoen 2017-2018 dwong hij de promotie af naar de Oostenrijke tweede klasse door de titel te pakken.  
In december 2019 maakte Feldhofer zijn debuut in de Bundesliga (Oostenrijk) als trainer van Wolfsberger AC. In het seizoen 2019/20 eindige hij er als derde en kwalificeerde zich zo voor de UEFA Europa League. 
Eind november 2021 ging hij aan de slag bij Rapid Wien. In juni 2024 tekende hij een contract bij het Georgische FC Dinamo Tbilisi. 
In december 2024 werd hij voorgesteld als hoofdtrainer bij Cercle Brugge. Daar volgde hij zijn landgenoot Miron Muslic op, maar deed het niet veel beter dan hem. De dag na het einde van de reguliere competitie - op 17 maart 2025 - werd Feldhofer ontslagen.

## Erelijst
SK Sturm Graz
- Oostenrijks landskampioen

1999
- Beker van Oostenrijk

1999, 2010
 SK Rapid Wien
- Oostenrijks landskampioen

2005